# Fallacihowella
Fallacihowella is een geslacht van kreeftachtigen uit de klasse van de Ostracoda (mosselkreeftjes).

## Soorten
- Fallacihowella caligo Jellinek & Swanson, 2003
- Fallacihowella sol Jellinek & Swanson, 2003